# Kaus & Steinhausen
Die Kaus & Steinhausen GmbH war eine Delaborierungsfirma aus Hamburg. Sie wurde 1947 von dem Schrotthändler Karl Kaus gegründet und bestand bis 1996.

## Delaborierung nach dem Zweiten Weltkrieg
Karl Kaus war im zerbombten Hamburg als Schrotthändler tätig. Für seine Munitionsverwertung gründete Kaus die Kaus & Steinhausen KG, Schrottgroßhandels- und Munitionsentladebetrieb. Die Firma arbeitete an der Entschärfung und der anschließenden Verwertung überschüssiger alliierter und deutscher Munition. Bomben- und Granathülsen wurden auf dem Schrottmarkt verkauft, der im Sprengmaterial enthaltene Stickstoff als Düngemittel in den Handel gebracht. In unmittelbarer Nähe von Wilhelmshaven landeten mit Elektromagneten ausgerüstete Fischkutter die Munition an der Dritten Einfahrt an. MG- und leichte Flak-Munition wurden in einem Ofen-Bunker ("Krematorium" genannt) gezündet. In weiteren Bunkern auf den noch wenig erschlossenen Heppenser Groden wurden die Zünder aus Bomben und Granaten entfernt. Mit Druckwasser spülte man den Sprengstoff heraus.
Ab 1949 verschrottete die Firma auch U-Boot-Wracks, die in der Wesermündung sowie im Wilhelmshavener Hafenbecken versenkt worden waren.
Am Donnerstag, dem 26. März 1953 ereignete sich auf dem Firmengelände eine Serie von Explosionen, wobei die Demilitarisierungsanlage weitgehend zerstört wurde.

## Wiederbewaffnung und NATO
Die NATO-Verbündeten der Bundesrepublik Deutschland begannen sich Ende der 1950er Jahre für die "delethalization plant" (wörtlich: Enttödlichungs-Anlage) des Hamburger Schrotthändlers Kaus zu interessieren. 1957 schlossen die Briten mit Kaus einen Vertrag zur Entsorgung der alle fünf Jahre zu wechselnden NATO-Munition aus Beständen der Rheinarmee. Zunächst wurde das Material in Wilhelmshaven, dann in einer neuen Anlage in der Festung Grauerort (Niedersachsen) entsorgt. Später nutzen andere NATO-Partner, die neu gegründete Bundeswehr und die Streitkräfte der USA das Angebot der Firma.
Die Dienste des privaten Unternehmens brachten den Streitkräften beträchtliche Vorteile. Zuvor hatten die Militärs ihren Munitions-Abfall stets selbst zum Müllplatz fahren und entsorgen müssen (damals in der Irischen See, zum "Hamburger Loch" bei Helgoland oder im Skagerrak).
Der Geschäftszweck wurde auf Transport und Lagerung ausgeweitet. Das Werk in Niedersachsen zog 1985 aus Sicherheitsgründen von Grauerort in die ehemalige Sprengstofffabrik Dragahn um.

## NVA-Altlasten nach 1990
Nach 1990 entwickelte sich für K&S nach der Auflösung der NVA ein neuer Markt. 1990 gründete die Firma gemeinsam mit dem Nürnberger Rüstungsunternehmen Diehl die EBV Entsorgungs-Betriebsgesellschaft mbH in Vogelgesang bei Torgau in Sachsen. Diehl hielt zunächst 70 Prozent, K&S die übrigen 30 Prozent. Nach dem Ausstieg von Diehl wurde K&S 1994 alleiniger Eigentümer der Firma. Damals arbeiteten 120 Beschäftigte der EBV an der Delaborierung von NVA-Munition. Bis 1995 hatte EBV 60.000 Tonnen unterschiedlichster Munitionsarten aus NVA-Beständen entsorgt.
Ab 1991 wurde bei Vogelsang überflüssiges Pulver aus Bomben und Granaten gesprengt. Der BUND kritisierte damals die Anlage, da bei jeder Sprengung große Mengen an Stickoxiden freigesetzt wurden. EBV hatte seinen Sitz auf dem weitläufigen Gelände des ehemaligen NVA-Munitionslagers Elsnig bei Torgau an der Elbe. Gegen den Betrieb gründete sich eine Bürgerinitiative.
Im K&S Werk in Dragahn (Niedersachsen) wurde lange Zeit im Freien Munition verbrannt. Auf Drängen des Umweltbundesamtes in Berlin und des Gewerbeaufsichtsamts Lüneburg Kaus & Steinhausen 1992 schließlich bereit, einen geschlossenen Abbrandreaktor zu errichten, nachdem der Bundesforschungsminister einen 50-prozentigen Zuschuss zugesagt hatte.
K&S änderte die Rechtsform und wurde zur GmbH. Eine 95-Prozent-Kapitalmehrheit an Kaus & Steinhausen lag bis ca. 1994 bei der Tochter des Firmengründers Karl Kaus, Lieselotte Klaproth (Bonn), danach beim Geschäftsführer Klaus Gassner.
Die Konkurrenz im Umfeld der Entsorger wurde immer größer. Auch Großkonzerne wie DASA und Rheinmetall (u. a. über die Tochter Nico Pyrotechnik) hatten sich Mitte der 1990er Jahre auf dem Markt der Munitionsvernichtung etabliert.

## Konkurs
Das Stammkapital der Firma lag 1996 bei rd. 6 Millionen DM. Die Firma hatte 1995 inklusive ihrer Tochterfirma 205 Beschäftigte und machte einen Umsatz von 130 Mio. DM (1995). Ihr letzter Geschäftsführer war Klaus Gassner (1992–1996).
Zu der Firmengruppe von K&S gehörten als Tochtergesellschaften die Jacobs & Kaus GmbH (Hamburg) die in der Kabelzerlegung tätig war, die Kaus & Steinhausen Delaboriergesellschaft mbH, Werk Dragahn (Karwitz bei Dannenberg) und die EBV Entsorgungs-Betriebsgesellschaft mbH (Vogelgesang/Sachsen).
Das wirtschaftliche „Aus“ für die Firma K&S kam am 26. Juni 1996 durch die Eröffnung des Konkursverfahrens. Die ostdeutsche Tochter EBV wurde von der Rieger & Winkler Verwaltungs GmbH (Hamburg) aufgekauft.